# Porfolio

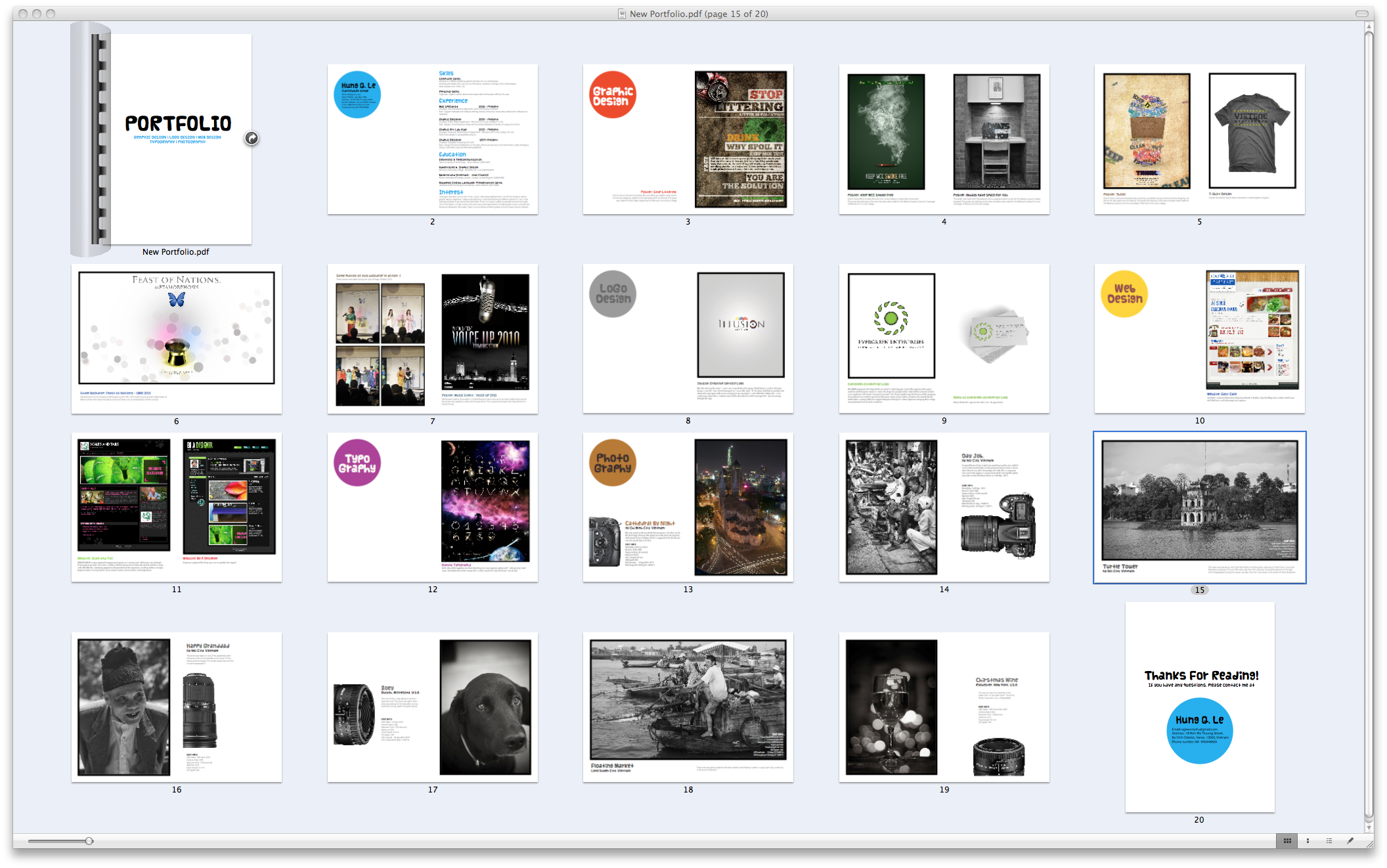
Un porfolio digital (PDF portfolio).

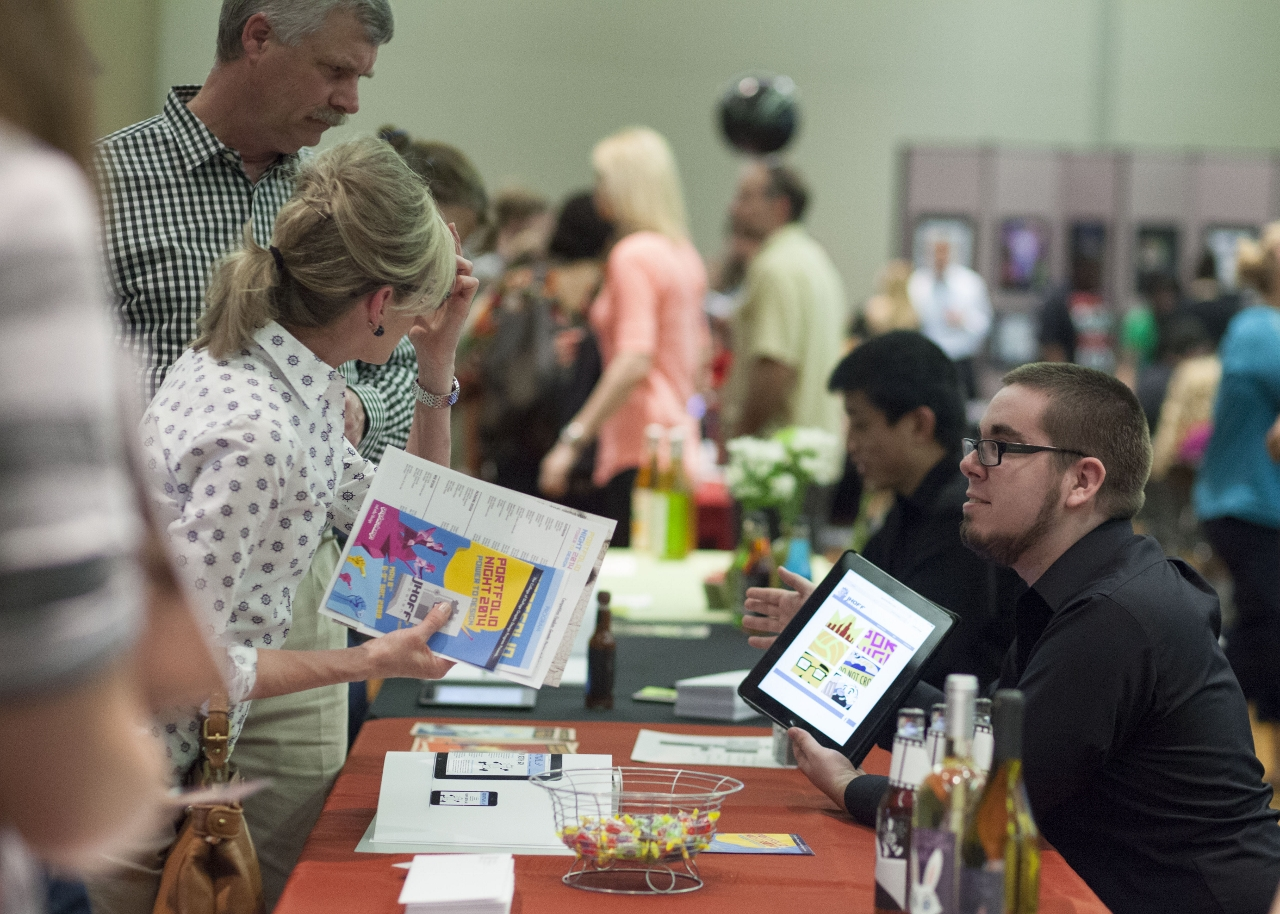
Diseñador gráfico mostrando su porfolio a unos potenciales clientes en la universidad de DuPage, Illinois.

Un porfolio, portfolio o portafolio (del francés, portefeuille ) es una colección física o digital de las mejores creaciones de un artista (o grupo de artistas), diseñador u otro profesional dedicado a la creación de contenido, para ser mostrado a los clientes como muestra de lo que uno hace y, en última instancia, persuadirle a la contratación. A diferencia del curriculum vitae, el porfolio muestra el trabajo hecho. Los formatos comunes para un porfolio suelen ser: libro o cuaderno físico, documento PDF, presentación con diapositivas, sitio web o un video.

## Etimología
Porfolio y portafolio son los términos comúnmente aceptados en el ámbito de la lengua española, sin embargo, portfolio, el término en inglés, es igualmente frecuente porque la mayoría de los portfolios se realizan en este idioma, especialmente de cara a la búsqueda de clientes internacionales.

## Pautas
A partir de la experiencia laboral, en el campo de los artistas y diseñadores se han desarrollado diversas convenciones para la creación de porfolios. No quiere decir que las convenciones se deban seguir a rajatabla, sino que son consejos para presentar un porfolio coherente y atractivo:
1. Sitio web es mejor: a diferencia de un documento PDF, un .PPT o un formato físico, el sitio web es fácilmente alcanzable desde cualquier dispositivo con acceso a internet. Además, las URLs son fáciles de enviar a los clientes y apenas pesan.
2. Menos, es más: los contratadores tienen que revisar una gran cantidad de porfolios en breve tiempo, por lo que un porfolio extenso es poco probable que se lea por completo. De hecho, rara vez se va a examinar un porfolio con detenimiento. Vale más la pena incluir pocos proyectos pero que sean muy buenos. Lo mismo pasa con los párrafos; los diseñadores que escriben grandes cantidades de texto explicando todo lo que han conseguido puede dar una imagen de prepotencia y los contratadores van a evitar leérselo por completo.
3. Toque original y personal: como se ha dicho antes, los contratadores ven muchos porfolios cuando se abre una plaza. Si se trata de una empresa grande, pueden ser hasta cientos de porfolios que en su mayoría van a ser todos demasiado similares. Los contratadores van a recordar aquellos que tengan un elemento diferenciador: un hilo común entre todos los proyectos, un porfolio innovador o una web bien diseñada, que refleje el estilo personal del artista, pueden ser elementos que marquen la diferencia.